# Tola Vologe
Cet article concerne le sportif. Pour le centre d'entraînement, voir Centre Tola Vologe.
Anatole Vologe dit Tola Vologe, né le 25 mai 1909 à Vilna dans l'Empire russe (aujourd'hui Vilnius en Lituanie) et mort le 28 mai 1944 à Lyon, fusillé par les Allemands, est un sportif et un résistant français.

## Le sportif
Il participa pour la France, à des compétitions internationales, dans trois sports différents : en athlétisme (relais 4 × 400 m), en tennis de table (double messieurs) et en hockey sur gazon.
Après son installation à Lyon (en 1940), il devient un membre très actif du Lyon olympique universitaire.

### Tennis de table
Associé à Raymond Verger, il fut champion de France en double messieurs, en 1928, lors de la première édition de ce championnat.

### Athlétisme
Il est triple champion de France du 4 × 400 m, avec le Stade français[réf. souhaitée].

### Hockey sur gazon
En hockey sur gazon, il fut trente-deux fois international français à compter du 30 mars 1929, et a obtenu la 4e place aux Jeux olympiques de 1936 ; l'équipe de France perdant le match pour la médaille de bronze, l'opposant aux Pays-Bas. Il a joué les cinq matches de son équipe, lors de ce tournoi. À noter que Félix Grimonprez était alors un de ses coéquipiers. Tola Vologe était licencié au Stade français, et a remporté le championnat de France en 1931, 1932, 1933, 1934, 1935, 1937, 1938 et 1939.

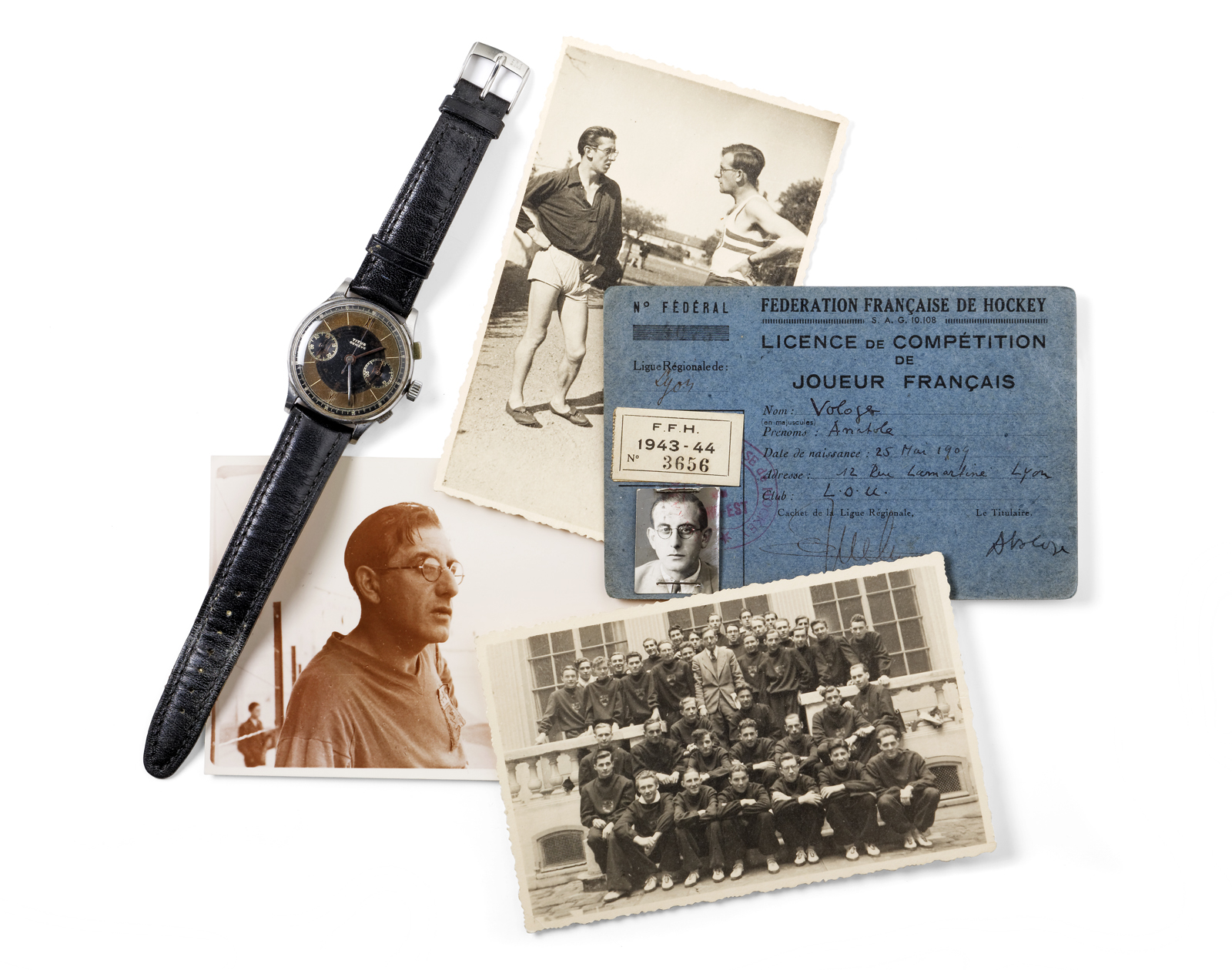
Tola Vologe, objets personnels conservés au Centre d'Histoire de la Résistance et de la Déportation à Lyon

## Le résistant
Installé à Paris avec sa mère, d'origine juive nommée Strogoff, il quitte Paris, en juin 1940 pour s'installer à Lyon. Dans cette ville, outre son investissement dans le LOU, il devient membre du réseau Sport Libre ; il cache notamment, des réfractaires au service du travail obligatoire.
Il est arrêté le 24 mai 1944 par des miliciens dans un bar appelé « Le Monde », rue Bellecordière à Lyon. Remis à la Gestapo, il est abattu quelques jours après, alors qu'avec deux détenus il tentait de s'enfuir des locaux de l’école de santé militaire.

## Hommages

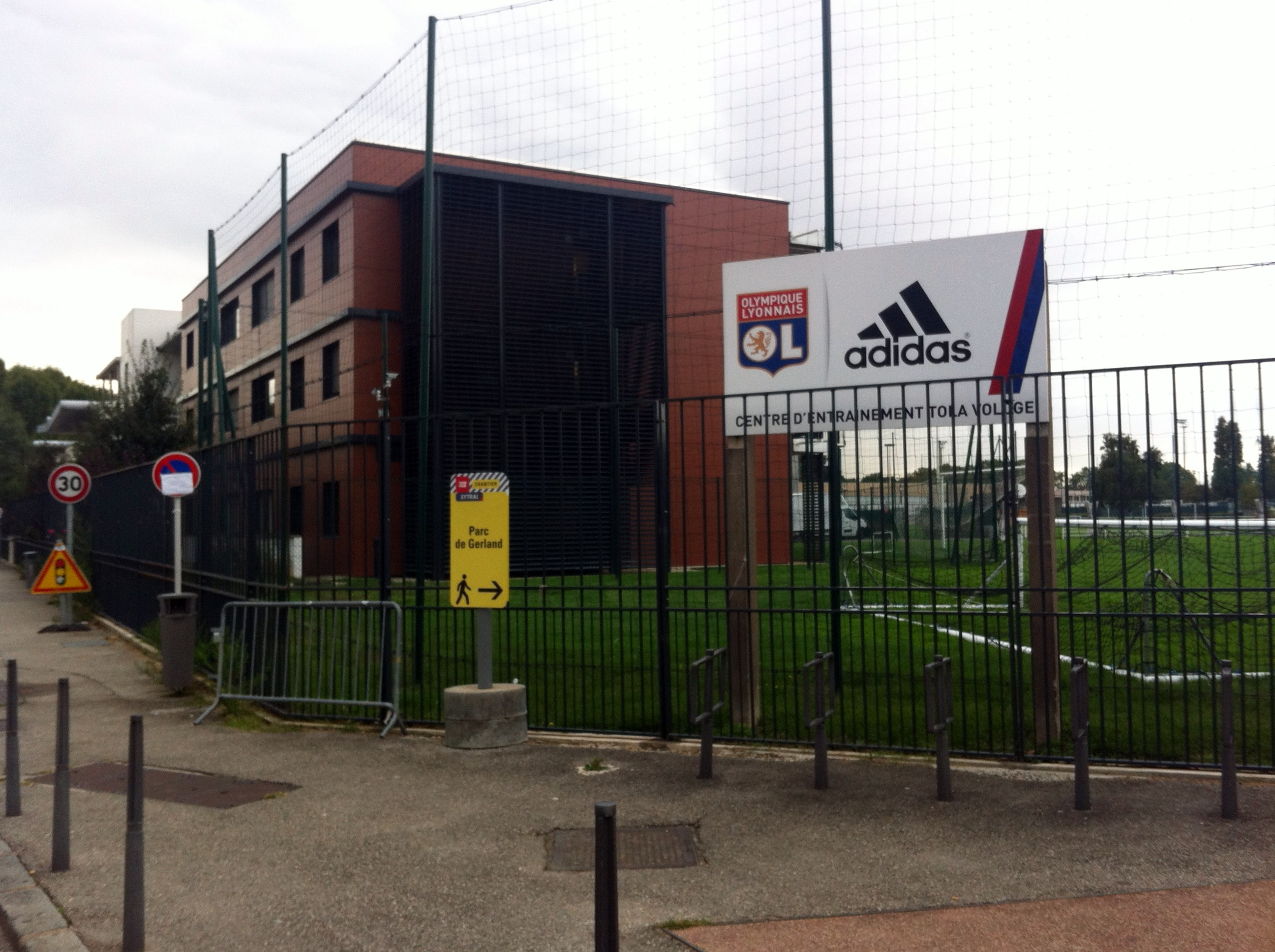
Le centre Tola-Vologe, en 2012.

Le 3 juin 1976, les restes de Tola Vologe ont été transférés au cimetière militaire de la Doua (il avait précédemment été inhumé au cimetière de la Croix-Rousse, le 10 juin 1944). Loys Van Lee écrit à son propos le 23 septembre 1946, dans L'Équipe :

« Tola est mort. Il y a autour de ce fait le silence qui suit les grandes choses, comme un réveil dans la nuit. »

— Loys Van Lee
Aujourd'hui, l'ancien centre d'entraînement de l'Olympique lyonnais, un gymnase à Bron et la salle du club Vénissieux handball portent son nom. Il a également été honoré du titre de Gloire du sport.